# 森费尔德
森费尔德是德国巴伐利亚州的一个市镇。总面积6.98平方公里，总人口4012人，其中男性1972人，女性2040人（2011年12月31日），人口密度575人/平方公里。